# Kurzgesagt
Kurzgesagt (volledig Kurzgesagt – In a Nutshell) is een videoserie geproduceerd door een gelijknamig ontwerpbureau gevestigd in München. Het bureau richt zich op het maken van toegankelijke educatieve video's met het doel kennis te verspreiden over natuurwetenschappelijke onderwerpen en maatschappelijke problemen. Iedere video bespreekt een onderwerp met betrekking tot bijvoorbeeld astronomie, biologie, geschiedenis, politiek, filosofie, welvaart of geneeskunde.
De video's van Kurzgesagt zijn tot ongeveer 15 minuten lang, deze worden geïllustreerd met behulp van Adobe Illustrator en geanimeerd met behulp van Adobe After Effects. De muziek voor de video's wordt gecomponeerd door Epic Mountain.

## Naam
De naam Kurzgesagt is afgeleid van de Duitse spreuk kurz gesagt (letterlijk "kort gezegd"), ofwel in een notendop (de Engelse vertaling van in a nutshell).

## Taalversies
Het Engelstalige YouTube-kanaal van het bureau, "Kurzgesagt – In a Nutshell", werd aangemaakt op 9 juli 2013. Eind 2022 had het kanaal meer dan 170 video's en meer dan 20 miljoen abonnees. Naast het Engelstalige kanaal maakt Kurzgesagt ook video's voor haar Duitstalige YouTube-kanaal: "Dinge Erklärt – Kurzgesagt", een aanbod van Funk. Sinds eind 2019 maakt het kanaal ook Spaanstalige video's voor haar YouTube-kanaal: "En Pocas Palabras – Kurzgesagt". 
Op 20 mei 2022 maakte Kurzgesagt bekend ook video's in zes andere talen te gaan produceren: Frans, Hindi, Koreaans, Japans, Braziliaans-Portugees en Arabisch. De kanalen voor deze taalversies werden op 28 januari en 1 februari 2022 al geregistreerd.

## Betrouwbaarheid
Op 3 maart 2019 verwijderde Kurzgesagt twee afleveringen van haar Youtube-kanaal omdat deze niet zouden voldoen aan de richtlijnen die Kurzgesagt voor zichzelf hanteert. Zo zou het team voor de aflevering Addiction niet voldoende wetenschappelijke onderbouwing hebben gezocht en zo zou The European Refugee Crisis and Syria Explained geen neutrale blik bieden aan de kijker. Kurzgesagt maakte dit bekend in de aflevering Can You Trust Kurzgesagt Videos? die op 3 maart 2019 werd gepubliceerd.
In een volgende video gepubliceerd op 16 februari 2020 liet het kanaal zien dat het proces van een script schrijven enkele maanden tot zelfs jaren in beslag kan nemen. Daarnaast worden deze scripts gecontroleerd door wetenschappers om de betrouwbaarheid van de video's hoog te houden.

## Financiering
Het kanaal haalt inkomsten uit sponsoring (bijvoorbeeld op Patreon), merchandising, subsidies en advertenties getoond bij de video's op YouTube.

## Lijst van afleveringen
| Uitzenddatum      | Speelduur | Titel                                                                                     |
| ----------------- | --------- | ----------------------------------------------------------------------------------------- |
| 11 juli 2013      | 11:48     | How Evolution works                                                                       |
| 22 augustus 2013  | 7:21      | The Solar System -- our home in space                                                     |
| 3 september 2013  | 5:04      | Fracking explained: opportunity or danger                                                 |
| 11 oktober 2013   | 5:04      | The Gulf Stream Explained                                                                 |
| 28 november 2013  | 3:34      | How The Stock Exchange Works (For Dummies)                                                |
| 19 december 2013  | 7:11      | The History and Future of Everything -- Time                                              |
| 3 februari 2014   | 6:17      | Three Ways to Destroy the Universe                                                        |
| 3 maart 2014      | 5:55      | The Beginning of Everything -- The Big Bang                                               |
| 10 april 2014     | 6:33      | Who Invented the Internet? And Why?                                                       |
| 23 april 2014     | 1:31      | Help us make more Videos for Kurzgesagt (video verwijderd)                                |
| 5 mei 2014        | 1:41      | How Big is the Moon? MM#1                                                                 |
| 12 mei 2014       | 1:55      | The Moons of Mars Explained -- Phobos & Deimos MM#2                                       |
| 26 mei 2014       | 2:07      | How to catch a Dwarf Planet -- Triton MM#3                                                |
| 2 juni 2014       | 6:44      | Are You Alone? (In The Universe)                                                          |
| 19 juni 2014      | 4:36      | Iraq Explained -- ISIS, Syria and War                                                     |
| 1 juli 2014       | 6:49      | The Immune System Explained I – Bacteria Infection                                        |
| 4 augustus 2014   | 7:22      | Everything You Need to Know About Planet Earth                                            |
| 3 september 2014  | 5:11      | Atoms As Big As Mountains — Neutron Stars Explained                                       |
| 9 oktober 2014    | 5:46      | Is War Over? — A Paradox Explained                                                        |
| 6 november 2014   | 5:31      | The Ebola Virus Explained — How Your Body Fights For Survival                             |
| 11 december 2014  | 5:57      | What Is Life? Is Death Real?                                                              |
| 18 december 2014  | 2:03      | The Ultimate Conspiracy Debunker                                                          |
| 20 januari 2015   | 4:58      | How Small Is An Atom? Spoiler: Very Small.                                                |
| 24 februari 2015  | 5:34      | Measles Explained — Vaccinate or Not?                                                     |
| 12 maart 2015     | 6:10      | Banking Explained – Money and Credit                                                      |
| 26 maart 2015     | 5:18      | Nuclear Energy Explained: How does it work? 1/3                                           |
| 1 april 2015      | 4:21      | 3 Reasons Why Nuclear Energy Is Awesome! 3/3                                              |
| 1 april 2015      | 4:10      | 3 Reasons Why Nuclear Energy Is Terrible! 2/3                                             |
| 6 mei 2015        | 6:22      | The Fermi Paradox — Where Are All The Aliens? (1/2)                                       |
| 4 juni 2015       | 6:17      | The Fermi Paradox II — Solutions and Ideas – Where Are All The Aliens?                    |
| 9 juli 2015       | 6:20      | The Death Of Bees Explained – Parasites, Poison and Humans                                |
| 16 juli 2015      | 3:38      | What if there was a black hole in your pocket?                                            |
| 6 augustus 2015   | 6:21      | What is Dark Matter and Dark Energy?                                                      |
| 17 september 2015 | xx:xx     | The European Refugee Crisis and Syria Explained (aflevering verwijderd)                   |
| 15 oktober 2015   | 4:39      | What Is Light?                                                                            |
| 29 oktober 2015   | xx:xx     | Addiction (aflevering verwijderd)                                                         |
| 10 november 2015  | 5:02      | How Facebook is Stealing Billions of Views                                                |
| 8 december 2015   | 7:17      | Quantum Computers Explained – Limits of Human Technology                                  |
| 15 december 2015  | 5:56      | Black Holes Explained – From Birth to Death                                               |
| 23 december 2015  | 5:34      | What Is Something?                                                                        |
| 31 januari 2016   | 5:51      | The Last Star in the Universe – Red Dwarfs Explained                                      |
| 1 maart 2016      | 6:26      | Why The War on Drugs Is a Huge Failure                                                    |
| 16 maart 2016     | 5:58      | The Antibiotic Apocalypse Explained                                                       |
| 8 april 2016      | 6:32      | Space Elevator – Science Fiction or the Future of Mankind?                                |
| 14 april 2016     | 6:14      | Safe and Sorry – Terrorism & Mass Surveillance                                            |
| 12 mei 2016       | 7:45      | How Far Can We Go? Limits of Humanity.                                                    |
| 31 mei 2016       | 6:28      | What Are You?                                                                             |
| 23 juni 2016      | 10:06     | What Happened Before History? Human Origins                                               |
| 31 juli 2016      | 7:14      | Death From Space — Gamma-Ray Bursts Explained                                             |
| 10 augustus 2016  | 16:04     | Genetic Engineering Will Change Everything Forever – CRISPR                               |
| 21 september 2016 | 7:04      | Genetic Engineering and Diseases – Gene Drive & Malaria                                   |
| 21 oktober 2016   | 5:59      | The Most Efficient Way to Destroy the Universe – False Vacuum                             |
| 10 november 2016  | 6:16      | Fusion Power Explained – Future or Failure                                                |
| 30 november 2016  | 5:43      | The Most Gruesome Parasites – Neglected Tropical Diseases – NTDs                          |
| 7 december 2016   | 7:53      | A New History for Humanity – The Human Era                                                |
| 22 december 2016  | 6:40      | Overpopulation – The Human Explosion Explained                                            |
| 1 februari 2017   | 6:57      | Why Earth Is A Prison and How To Escape It                                                |
| 23 februari 2017  | 6:35      | Do Robots Deserve Rights? What if Machines Become Conscious?                              |
| 30 maart 2017     | 9:03      | Are GMOs Good or Bad? Genetic Engineering & Our Food                                      |
| 13 april 2017     | 7:42      | Is the European Union Worth It Or Should We End It?                                       |
| 4 mei 2017        | 6:29      | The Last Light Before Eternal Darkness – White Dwarfs & Black Dwarfs                      |
| 8 juni 2017       | 11:41     | The Rise of the Machines – Why Automation is Different this Time                          |
| 26 juli 2017      | 6:10      | Optimistic Nihilism                                                                       |
| 10 augustus 2017  | 6:40      | What Happens If We Throw an Elephant From a Skyscraper? Life & Size 1                     |
| 24 augustus 2017  | 10:13     | Why Black Holes Could Delete The Universe – The Information Paradox                       |
| 7 september 2017  | 7:01      | What Happens If We Bring the Sun to Earth?                                                |
| 21 september 2017 | 8:46      | Is Reality Real? The Simulation Argument                                                  |
| 5 oktober 2017    | 7:39      | How Bacteria Rule Over Your Body – The Microbiome                                         |
| 10 oktober 2017   | 1:26      | The Year 12,018 Calendar IS OUT NOW – A new calendar for humanity (aflevering verwijderd) |
| 20 oktober 2017   | 6:49      | Why Age? Should We End Aging Forever?                                                     |
| 3 november 2017   | 7:21      | How to Cure Aging – During Your Lifetime?                                                 |
| 16 november 2017  | 7:31      | Emergence – How Stupid Things Become Smart Together                                       |
| 7 december 2017   | 10:06     | Universal Basic Income Explained – Free Money for Everybody? UBI                          |
| 21 december 2017  | 8:05      | How to Make an Elephant Explode – The Size of Life 2                                      |
| 1 februari 2018   | 9:36      | Why Alien Life Would be our Doom - The Great Filter                                       |
| 22 februari 2018  | 8:32      | Homeopathy Explained – Gentle Healing or Reckless Fraud?                                  |
| 1 maart 2018      | 8:01      | String Theory Explained – What is The True Nature of Reality?                             |
| 18 maart 2018     | 7:15      | A Selfish Argument for Making the World a Better Place – Egoistic Altruism                |
| 8 april 2018      | 8:43      | Time: The History & Future of Everything – Remastered                                     |
| 22 april 2018     | 9:15      | The Black Hole Bomb and Black Hole Civilizations                                          |
| 13 mei 2018       | 7:09      | The Deadliest Being on Planet Earth – The Bacteriophage                                   |
| 10 juni 2018      | 9:40      | 3 Arguments Why Marijuana Should Stay Illegal Reviewed                                    |
| 1 juli 2018       | 9:02      | Plastic Pollution: How Humans are Turning the World into Plastic                          |
| 22 juli 2018      | 6:03      | What If You Detonated a Nuclear Bomb In The Marianas Trench? (Science not Fantasy)        |
| 12 augustus 2018  | 9:13      | Wormholes Explained – Breaking Spacetime                                                  |
| 16 september 2018 | 9:58      | How We Could Build a Moon Base TODAY – Space Colonization 1                               |
| 30 september 2018 | 8:49      | Why Meat is the Best Worst Thing in the World 🍔                                          |
| 23 oktober 2018   | 7:37      | Why Beautiful Things Make us Happy – Beauty Explained                                     |
| 30 oktober 2018   | 1:53      | The 12,019 Calendar IS HERE – A new calendar for humanity (aflevering verwijderd)         |
| 25 november 2018  | 8:39      | End of Space – Creating a Prison for Humanity                                             |
| 20 december 2018  | 9:23      | How to Build a Dyson Sphere - The Ultimate Megastructure                                  |
| 27 december 2018  | 8:25      | Aliens under the Ice – Life on Rogue Planets                                              |
| 13 januari 2019   | 9:21      | Is Organic Really Better? Healthy Food or Trendy Scam?                                    |
| 3 februari 2019   | 9:22      | Building a Marsbase is a Horrible Idea: Let’s do it!                                      |
| 17 februari 2019  | 12:30     | Loneliness                                                                                |
| 3 maart 2019      | 6:10      | Can You Trust Kurzgesagt Videos?                                                          |
| 17 maart 2019     | 9:41      | The Origin of Consciousness – How Unaware Things Became Aware                             |
| 31 maart 2019     | 8:00      | What If We Detonated All Nuclear Bombs at Once?                                           |
| 14 april 2019     | 8:28      | The Most Dangerous Stuff in the Universe - Strange Stars Explained                        |
| 12 mei 2019       | 10:55     | The Side Effects of Vaccines - How High is the Risk?                                      |
| 19 mei 2019       | 7:55      | Is the EU Democratic? Does Your Vote Matter?                                              |
| 9 juni 2019       | 10:04     | Is Meat Bad for You? Is Meat Unhealthy?                                                   |
| 7 juli 2019       | 8:34      | Can Your Phone Hurt You? Electromagnetic Pollution                                        |
| 28 juli 2019      | 8:40      | Tiny Bombs in your Blood - The Complement System                                          |
| 11 augustus 2019  | 8:35      | The World War of the Ants – The Army Ant                                                  |
| 1 september 2019  | 7:55      | The Egg - A Short Story                                                                   |
| 15 september 2019 | 11:36     | What’s Hiding at the Most Solitary Place on Earth? The Deep Sea                           |
| 29 september 2019 | 9:23      | The Billion Ant Mega Colony and the Biggest War on Earth                                  |
| 13 oktober 2019   | 8:56      | What if We Nuke a City?                                                                   |
| 3 november 2019   | 1:23      | The 12,020 Human SPACE Era Calendar 🚀 (aflevering verwijderd)                            |
| 10 november 2019  | 8:41      | Neutron Stars – The Most Extreme Things that are not Black Holes                          |
| 17 november 2019  | 8:15      | 1,000km Cable to the Stars - The Skyhook                                                  |
| 8 december 2019   | 10:01     | An Antidote to Dissatisfaction                                                            |
| 15 december 2019  | 7:43      | Overpopulation & Africa                                                                   |
| 22 december 2019  | 9:00      | How to Escape a Super Nova: Stellar Engines                                               |
| 26 januari 2020   | 9:34      | Milk. White Poison or Healthy Drink?                                                      |
| 16 februari 2020  | 6:48      | How to Make a Kurzgesagt Video in 1200 Hours                                              |
| 1 maart 2020      | 8:06      | Why Blue Whales Don't Get Cancer - Peto's Paradox                                         |
| 19 maart 2020     | 8:35      | The Coronavirus Explained & What You Should Do                                            |
| 10 mei 2020       | 11:31     | Why Are You Alive - Life, Energy & ATP                                                    |
| 24 mei 2020       | 8:30      | The Past We Can Never Return To – The Anthropocene Reviewed                               |
| 7 juni 2020       | 9:43      | Could Solar Storms Destroy Civilization? Solar Flares & Coronal Mass Ejections            |
| 21 juni 2020      | 10:36     | Who Is Responsible For Climate Change? - Who Needs To Fix It?                             |
| 12 juli 2020      | 9:45      | What Is Intelligence? Where Does It Begin?                                                |
| 2 augustus 2020   | 11:41     | What Do Alien Civilizations Look Like? The Kardashev Scale                                |
| 16 augustus 2020  | 7:56      | Unlimited Resources From Space – Asteroid Mining                                          |
| 30 augustus 2020  | 9:04      | The Warrior Kingdoms of the Weaver Ant                                                    |
| 22 september 2020 | 11:59     | The Largest Star in the Universe - Size Comparison                                        |
| 29 september 2020 | 10:07     | Is It Too Late To Stop Climate Change? Well, it's Complicated.                            |
| 6 oktober 2020    | 10:41     | When Time Became History - The Human Era                                                  |
| 11 oktober 2020   | 1:24      | The 12,021 Human Era Calendar (aflevering verwijderd)                                     |
| 27 oktober 2020   | 9:10      | Geoengineering: A Horrible Idea We Might Have to Do                                       |
| 10 november 2020  | 11:05     | How Large Can a Bacteria get? Life & Size 3                                               |
| 1 december 2020   | 9:46      | What If Earth got Kicked Out of the Solar System? Rogue Earth                             |
| 10 december 2020  | 13:58     | Can You Upload Your Mind & Live Forever?                                                  |
| 15 december 2020  | 8:41      | What if We Nuke the Moon?                                                                 |
| 2 februari 2021   | 10:39     | How Many People Did Nuclear Energy Kill? Nuclear Death Toll                               |
| 9 maart 2021      | 9:17      | What if the World turned to Gold? - The Gold Apocalypse                                   |
| 13 april 2021     | 10:43     | Do we Need Nuclear Energy to Stop Climate Change?                                         |
| 27 april 2021     | 12:15     | What If You Fall into a Black Hole?                                                       |
| 11 mei 2021       | 11:41     | TRUE Limits Of Humanity – The Final Border We Will Never Cross                            |
| 25 mei 2021       | 9:36      | What Are You Doing With Your Life? The Tail End                                           |
| 15 juni 2021      | 12:02     | The Day the Dinosaurs Died – Minute by Minute                                             |
| 6 juli 2021       | 12:48     | How To Terraform Venus (Quickly)                                                          |
| 3 augustus 2021   | 13:44     | The Largest Black Hole in the Universe - Size Comparison                                  |
| 10 augustus 2021  | 10:48     | How The Immune System ACTUALLY Works – IMMUNE                                             |
| 31 augustus 2021  | 11:09     | This Virus Shouldn't Exist (But it Does)                                                  |
| 22 september 2021 | 15:50     | Can YOU Fix Climate Change?                                                               |
| 28 september 2021 | 25:56     | Two Chapters From Our New Book – Exclusive Preview!                                       |
| 12 oktober 2021   | 11:41     | What Dinosaurs ACTUALLY Looked Like?                                                      |
| 19 oktober 2021   | 1:38      | The Limited Edition Dinosaur Calendar – Now And Then Never Again (aflevering verwijderd)  |
| 2 november 2021   | 11:58     | You Are Immune Against Every Disease                                                      |
| 30 november 2021  | 12:08     | Is Meat Really That Bad?                                                                  |
| 7 december 2021   | 10:28     | (We Lied to You) ...And We'll Do it Again                                                 |
| 14 december 201   | 12:12     | Why We Should NOT Look For Aliens - The Dark Forest                                       |
| 8 februari 2022   | 12:31     | What Happens if the Moon Crashes into Earth?                                              |
| 1 maart 2022      | 11:57     | Are There Lost Alien Civilizations in Our Past?                                           |
| 5 april 2022      | 16:11     | We WILL Fix Climate Change!                                                               |
| 3 mei 2022        | 10:40     | The Most Horrible Parasite: Brain Eating Amoeba                                           |
| 17 mei 2022       | 9:55      | You Are Not Where You Think You Are                                                       |
| 7 juni 2022       | 11:31     | Change Your Life – One Tiny Step at a Time                                                |
| 28 juni 2022      | 12:31     | The Last Human – A Glimpse Into The Far Future                                            |
| 26 juli 2022      | 11:04     | The Deadliest Virus on Earth                                                              |
| 16 augustus 2022  | 11:33     | Is Civilization on the Brink of Collapse?                                                 |
| 6 september 2022  | 12:09     | Why You Are Lonely and How to Make Friends                                                |
| 4 oktober 2022    | 11:23     | Let’s Travel to The Most Extreme Place in The Universe                                    |
| 11 oktober 2022   | 2:32      | HIDDEN WORLDS - Limited Edition Calendar! (aflevering verwijderd)                         |
| 18 oktober 2022   | 11:59     | What Happens if a Supervolcano Blows Up?                                                  |
| 8 november 2022   | 10:55     | Why Don't We Shoot Nuclear Waste Into Space?                                              |
| 23 november 2022  | 11:19     | The Most Extreme Explosion in the Universe                                                |
| 6 december 2022   | 10:44     | The Horror of the Slaver Ant                                                              |
| 11 december 2022  | 11:28     | How To Terraform Mars - WITH LASERS                                                       |
| 15 december 2022  | 12:23     | Black Hole Star – The Star That Shouldn't Exist                                           |
| 14 februari 2023  | 10:52     | The Most Complex Language in the World                                                    |
| 28 februari 2023  | 11:12     | What Actually Happens When You Are Sick?                                                  |
| 28 maart 2023     | 09:58     | How We Make Money on YouTube with 20M Subs                                                |
| 11 april 2023     | 10:58     | Why Aliens Might Already Be On Their Way To Us                                            |
| 9 mei 2023        | 09:14     | Your Body Killed Cancer 5 Minutes Ago                                                     |
| 11 juni 2023      | 11:15     | The Black Hole That Kills Galaxies - Quasars                                              |
| 18 juni 2023      | 10:25     | The Reason Why Cancer is so Hard to Beat                                                  |
| 2 juli 2023       | 11:05     | The Most Dangerous Weapon Is Not Nuclear                                                  |
| 8 augustus 2023   | 11:09     | The (Second) Deadliest Virus                                                              |
| 16 augustus 2023  | 10:53     | What Happens If You Destroy A Black Hole?                                                 |
| 22 augustus 2023  | 08:54     | How A Nuclear War Will Start - Minute by Minute                                           |
| 12 september 2023 | 10:16     | We Did The Math - You Are Dead!                                                           |
| 4 oktober 2023    | 13:07     | Why Korea is Dying Out                                                                    |
| 10 oktober 2023   | 11:26     | Ancient Life as Old as the Universe                                                       |
| 17 oktober 2023   | 01:42     | A Glimpse Into Our Future                                                                 |